# Kozaczki
Kozaczki (ukr. Козачки) – wieś na Ukrainie w rejonie krzemienieckim należącym do obwodu tarnopolskiego.
W okresie międzywojennym w miejscowości stacjonowała strażnica KOP „Kozaczki”.